# Carlos Ponck
Carlos dos Santos Rodrigues, noto semplicemente come Carlos Ponck (Mindelo, 13 gennaio 1995), è un calciatore capoverdiano, centrocampista svincolato.

## Caratteristiche tecniche
È un centrocampista difensivo che può essere impiegato anche da difensore centrale.

## Carriera

### Nazionale
Il 28 marzo 2017 ha esordito con la nazionale capoverdiana in un'amichevole vinta 2-0 contro il Lussemburgo; è stato convocato per la Coppa delle nazioni africane 2021.

## Statistiche

### Presenze e reti nei club
Statistiche aggiornate al 24 maggio 2020.
| Stagione                   | Squadra                    | Campionato                 | Campionato | Campionato | Coppe nazionali | Coppe nazionali | Coppe nazionali | Coppe continentali | Coppe continentali | Coppe continentali | Altre coppe | Altre coppe | Altre coppe | Totale | Totale |
| Stagione                   | Squadra                    | Comp                       | Pres       | Reti       | Comp            | Pres            | Reti            | Comp               | Pres               | Reti               | Comp        | Pres        | Reti        | Pres   | Reti   |
| -------------------------- | -------------------------- | -------------------------- | ---------- | ---------- | --------------- | --------------- | --------------- | ------------------ | ------------------ | ------------------ | ----------- | ----------- | ----------- | ------ | ------ |
| 2013-2014                  | Quarteirense               | TD                         | 11         | 0          | TP+TL           | 0               | 0               |                    | -                  | -                  |             | -           | -           | 11     | 0      |
| 2014-2015                  | Farense                    | SL                         | 25         | 0          | TP+TL           | 0+3             | 0               |                    | -                  | -                  |             | -           | -           | 28     | 0      |
| 2015-gen. 2016             | Farense                    | SL                         | 21         | 0          | TP+TL           | 1+1             | 0               |                    | -                  | -                  |             | -           | -           | 23     | 0      |
| Totale Farense             | Totale Farense             | Totale Farense             | 46         | 0          |                 | 2               | 0               |                    | -                  | -                  |             | -           | -           | 48     | 0      |
| gen.-giu. 2016             | Paços Ferreira             | PL                         | 8          | 0          | TP+TL           | 0+2             | 0               |                    | -                  | -                  |             | -           | -           | 10     | 0      |
| ago. 2016                  | Benfica B                  | SL                         | 4          | 0          |                 | -               | -               |                    | -                  | -                  |             | -           | -           | 4      | 0      |
| 2016-2017                  | Chaves                     | SL                         | 27         | 0          | TP+TL           | 5+1             | 1               |                    | -                  | -                  |             | -           | -           | 33     | 1      |
| 2017-2018                  | Desp. Aves                 | PL                         | 29         | 1          | CP+CdL          | 5+0             | 0               |                    | -                  | -                  | -           | -           | -           | 34     | 1      |
| 2018-2019                  | Desp. Aves                 | PL                         | 32         | 2          | CP+CdL          | 3+1             | 0               |                    | -                  | -                  | SP          | 0           | 0           | 36     | 2      |
| Totale Desp. Aves          | Totale Desp. Aves          | Totale Desp. Aves          | 61         | 3          |                 | 9               | 0               |                    | -                  | -                  |             | 0           | 0           | 70     | 3      |
| 2019-2020                  | İstanbul Başakşehir        | SL                         | 22         | 1          | TK              | 2               | 0               | UCL+UEL            | 1+8                | 0                  | -           | -           | -           | 33     | 1      |
| 2020-2021                  | İstanbul Başakşehir        | SL                         | 23         | 0          | TK              | 2               | 0               | UCL                | 4                  | 0                  | ST          | 1           | 0           | 30     | 0      |
| 2021-2022                  | İstanbul Başakşehir        | SL                         | 6          | 0          | TK              | 1               | 0               | -                  | -                  | -                  | -           | -           | -           | 7      | 0      |
| Totale Istanbul Basaksehir | Totale Istanbul Basaksehir | Totale Istanbul Basaksehir | 51         | 1          |                 | 5               | 0               |                    | 13                 | 0                  |             | 1           | 0           | 70     | 1      |
| Totale carriera            | Totale carriera            | Totale carriera            | 208        | 4          |                 | 27              | 1               |                    | 13                 | 0                  |             | 1           | 0           | 249    | 5      |

### Cronologia presenze e reti in nazionale
| Cronologia completa delle presenze e delle reti in nazionale ― Capo Verde | Cronologia completa delle presenze e delle reti in nazionale ― Capo Verde | Cronologia completa delle presenze e delle reti in nazionale ― Capo Verde | Cronologia completa delle presenze e delle reti in nazionale ― Capo Verde | Cronologia completa delle presenze e delle reti in nazionale ― Capo Verde | Cronologia completa delle presenze e delle reti in nazionale ― Capo Verde | Cronologia completa delle presenze e delle reti in nazionale ― Capo Verde | Cronologia completa delle presenze e delle reti in nazionale ― Capo Verde |
| Data                                                                      | Città                                                                     | In casa                                                                   | Risultato                                                                 | Ospiti                                                                    | Competizione                                                              | Reti                                                                      | Note                                                                      |
| ------------------------------------------------------------------------- | ------------------------------------------------------------------------- | ------------------------------------------------------------------------- | ------------------------------------------------------------------------- | ------------------------------------------------------------------------- | ------------------------------------------------------------------------- | ------------------------------------------------------------------------- | ------------------------------------------------------------------------- |
| 28-3-2017                                                                 | Hesperange                                                                | Lussemburgo                                                               | 0 – 2                                                                     | Capo Verde                                                                | Amichevole                                                                | -                                                                         |                                                                           |
| 11-6-2017                                                                 | Praia                                                                     | Capo Verde                                                                | 0 – 1                                                                     | Uganda                                                                    | Qual. Coppa d'Africa 2019                                                 | -                                                                         |                                                                           |
| 1-9-2017                                                                  | Praia                                                                     | Capo Verde                                                                | 2 – 1                                                                     | Sudafrica                                                                 | Qual. Coppa d'Africa 2019                                                 | -                                                                         |                                                                           |
| 5-9-2017                                                                  | Durban                                                                    | Sudafrica                                                                 | 1 – 2                                                                     | Capo Verde                                                                | Qual. Coppa d'Africa 2019                                                 | -                                                                         |                                                                           |
| 7-10-2017                                                                 | Praia                                                                     | Capo Verde                                                                | 0 – 2                                                                     | Senegal                                                                   | Qual. Coppa d'Africa 2019                                                 | -                                                                         |                                                                           |
| 14-11-2017                                                                | Ouagadougou                                                               | Burkina Faso                                                              | 4 – 0                                                                     | Capo Verde                                                                | Qual. Coppa d'Africa 2019                                                 | -                                                                         |                                                                           |
| 1-6-2018                                                                  | Blida                                                                     | Algeria                                                                   | 2 – 3                                                                     | Capo Verde                                                                | Amichevole                                                                | -                                                                         | 80’                                                                       |
| 9-9-2018                                                                  | Maseru                                                                    | Lesotho                                                                   | 1 – 1                                                                     | Capo Verde                                                                | Qual. Coppa d'Africa 2019                                                 | -                                                                         |                                                                           |
| 12-10-2018                                                                | Praia                                                                     | Capo Verde                                                                | 3 – 0                                                                     | Tanzania                                                                  | Qual. Coppa d'Africa 2019                                                 | -                                                                         |                                                                           |
| 16-10-2018                                                                | Dar es Salaam                                                             | Tanzania                                                                  | 2 – 0                                                                     | Capo Verde                                                                | Qual. Coppa d'Africa 2019                                                 | -                                                                         |                                                                           |
| 17-11-2018                                                                | Kira                                                                      | Uganda                                                                    | 1 – 0                                                                     | Capo Verde                                                                | Qual. Coppa d'Africa 2019                                                 | -                                                                         |                                                                           |
| 24-3-2019                                                                 | Praia                                                                     | Capo Verde                                                                | 0 – 0                                                                     | Lesotho                                                                   | Qual. Coppa d'Africa 2019                                                 | -                                                                         |                                                                           |
| 10-10-2019                                                                | Fos-sur-Mer                                                               | Togo                                                                      | 1 – 2                                                                     | Capo Verde                                                                | Amichevole                                                                | -                                                                         |                                                                           |
| 13-11-2019                                                                | Yaoundé                                                                   | Camerun                                                                   | 0 – 0                                                                     | Capo Verde                                                                | Qual. Coppa d'Africa 2019                                                 | -                                                                         |                                                                           |
| 18-11-2019                                                                | Praia                                                                     | Capo Verde                                                                | 2 – 2                                                                     | Mozambico                                                                 | Qual. Coppa d'Africa 2019                                                 | -                                                                         |                                                                           |
| 7-10-2020                                                                 | Andorra la Vella                                                          | Andorra                                                                   | 1 – 2                                                                     | Capo Verde                                                                | Amichevole                                                                | -                                                                         | [ 2 ]                                                                     |
| 10-10-2020                                                                | São João da Venda                                                         | Capo Verde                                                                | 1 – 2                                                                     | Guinea                                                                    | Amichevole                                                                | -                                                                         |                                                                           |
| 12-11-2020                                                                | Praia                                                                     | Capo Verde                                                                | 0 – 0                                                                     | Ruanda                                                                    | Qual. Coppa d'Africa 2021                                                 | -                                                                         |                                                                           |
| 17-11-2020                                                                | Kigali                                                                    | Ruanda                                                                    | 0 – 0                                                                     | Capo Verde                                                                | Qual. Coppa d'Africa 2021                                                 | -                                                                         |                                                                           |
| 30-3-2021                                                                 | Maputo                                                                    | Mozambico                                                                 | 0 – 1                                                                     | Capo Verde                                                                | Qual. Coppa d'Africa 2021                                                 | -                                                                         |                                                                           |
| 1-9-2021                                                                  | Douala                                                                    | Rep. Centrafricana                                                        | 1 – 1                                                                     | Capo Verde                                                                | Qual. Mondiali 2022                                                       | -                                                                         |                                                                           |
| 7-9-2021                                                                  | Mindelo                                                                   | Capo Verde                                                                | 1 – 2                                                                     | Nigeria                                                                   | Qual. Mondiali 2022                                                       | -                                                                         |                                                                           |
| 7-10-2021                                                                 | Accra                                                                     | Liberia                                                                   | 1 – 2                                                                     | Capo Verde                                                                | Qual. Mondiali 2022                                                       | -                                                                         | 46’                                                                       |
| Totale                                                                    |                                                                           | Presenze                                                                  | 23                                                                        |                                                                           | Reti                                                                      | 0                                                                         |                                                                           |

## Palmarès

### Club

#### Competizioni nazionali
- Coppa del Portogallo: 1

Desp. Aves: 2017-2018
- Campionato turco: 1

İstanbul Başakşehir: 2019-2020
- Coppa d'Israele: 1

Hapoel Be'er Sheva: 2024-2025